# Charles Goulet
Pour les articles homonymes, voir Goulet.
Charles Goulet est un chanteur, directeur de théâtre et administrateur né à Liège, Belgique le 4 avril 1902 et mort à Montréal, Canada le 12 mars 1976. 

## Biographie
Charles Émile Jean Julien Goulet est né le 4 avril 1902 à Liège en Belgique. Il est le fils de Jean Goulet, violoniste et chef d'orchestre. En 1906, il arrive au Canada avec sa famille . Il commence sa formation musicale auprès de son père et de son oncle Joseph-Jean Goulet, violoniste, chef d'orchestre et compositeur établi à Montréal depuis 1891. Il étudie le piano avec Arthur Létondal, l'orgue avec Marie-Louise Laurier et le chant avec Salvator Issaurel. Le 1er août 1923, il retourne dans sa ville natale, à Liège, pour poursuivre ses études,. Il se perfectionne en chant auprès de Jules Massart et étudie l'harmonie et le piano auprès de Fernand Mawet du conservatoire de Liège. Durant son séjour en Belgique, il occupe le rôle de répétiteur pour le chœur d'hommes La Legia. Dès 1923, son talent est remarqué par le directeur du théâtre royal de Liège et, la même année, il fait ses débuts comme baryton comique dans ce même établissement.  
Après avoir fait ses débuts à l'Opéra de Liège de 1923 à 1925, c'est à Montréal que Charles Goulet poursuit sa carrière de musicien.  Le 18 mars 1925, il est nommé maître de chapelle à L'église Saint-Henri. Il occupera ce poste jusqu'en 1937. En 1928, il fonde  la Société chorale les Disciples de Massenet. Il dirigera cet ensemble vocal pendant plus de 35 ans et avec lequel il donnera plus de 1 000 concerts. Au début des années 1930, Charles Goulet devient imprésario et présente à Montréal des artistes de renom. En 1937, il réussit à faire venir à Montréal, Igor Stravinsky, pour la 1re fois. En 1936, avec Lionel Daunais, il fonde, les Variétés lyriques, une compagnie de production d'œuvres lyrique qui connaîtra rapidement un grand succès.
En 1957, il est nommé secrétaire du tout nouveau Conseil des arts de la région métropolitaine, poste qu'il occupera jusqu'à sa mort en 1976,.
Charles Goulet meurt à Montréal le 12 mars 1976.

## Fonds d'archives
Le fonds d'archives Charles Goulet est conservé au centre d’archives de Montréal de la Bibliothèque et Archives nationales du Québec.